# Fregaty rakietowe projektu 17
Fregaty projektu 17 – indyjskie fregaty wybudowane w oparciu o konstrukcję fregat rakietowych typu Talwar o wyporności 4.100 ton, według oficjalnych danych, mają jednak większa od nich wyporność 6200 ton. Fregaty tego projektu uzbrojone są w 8 rosyjskich pocisków manewrujących Klub. Marynarka indyjska zamierzała początkowo wyposażyć te fregaty w pociski BrahMos, jednakże te ostatnie okazały się zbyt ciężkie dla okrętów projektu 17, i są przenoszone wyłącznie przez cięższe indyjskie niszczyciele.

## Okręty
- INS Shivalik - 29 kwietnia 2010
- INS Satpura - 20 sierpnia 2011
- INS Sahyadri - 21 lipca 2012